# Džauhar
Džauhar, včasih črkovan Džovhar ali Džuhar, je bila indijska praksa množičnega samosežiga radžputskih žensk, njihovih otrok in spremljevalcev, da bi se izognili ujetju, zasužnjenju in posilstvu s strani invazivna vojska, ko se sooči z gotovim porazom med vojno. Nekatera poročila o džauharju omenjajo ženske, ki so skupaj s svojimi otroki zagrešile samosežig.[10][11] Ta praksa je bila zgodovinsko opazovana v severozahodnih regijah Indije, najbolj znani džauharji v zabeleženi zgodovini pa so se zgodili med vojnami med hindujskimi kraljestvi Radžput v Radžastanu in nasprotujočimi si muslimanskimi vojskami. Džauhar se je izvajal med vojno, običajno takrat, ko ni bilo možnosti za zmago.
Izraz džauhar pogosto pomeni tako džauhar-zažig in ritual saka. Med džauharjem so hindujske ženske vstopile s svojimi otroki in dragocenostmi na grmado, da bi se izognile ujetju in zlorabi ob neizogibnem vojaškem porazu. Hkrati ali zatem so možje obredno odkorakali na bojno polje v pričakovanju zanesljive smrti, ki se v regionalni tradiciji imenuje saka. Namen te prakse je bil pokazati, da je njihova čast cenjena višje od njihovih življenj.
Džauharja s strani hindujskih kraljestev so dokumentirali muslimanski zgodovinarji Delhijskega sultanata in Mogulskega cesarstva. Med pogosto omenjenimi primeri džauharja je bil množični samomor, ki so ga leta 1303 n. št. zagrešile ženske iz utrdbe Čitorgarh v Radžastanu, soočene z muslimanskimi napadalci iz dinastije Khaldži Delhijskega sultanata. Pojav džauharja so opazili tudi v drugih delih Indije, na primer v kraljestvu Kampili v severni Karnataki, ko je leta 1327 padlo v roke vojskam Delhijskega sultanata.
V Čitorgarhu poteka letno praznovanje junaštva, imenovano Džauhar Mela, kjer se spominjajo prednikov.

## Etimologija
Beseda jauhar je povezana s sanskrtom jatugr̥ha - hiša, polita z lakom in drugimi vnetljivimi materiali za sežiganje živih ljudi. Prav tako je bilo napačno razloženo, da izhaja iz perzijskega gōhar, ki se nanaša na 'dragulj, vrednost, krepost'. Ta zmeda, pravi Hawley, je nastala zaradi dejstva, da sta bila dživhar in džauhar napisana na enak način z isto črko, ki se uporablja za označevanje v in u. Tako je tudi njegov pomen napačno označeval pomen džauhar.

## Praksa
Za prakso džauhar se trdi, da kulturno ni zelo povezana s sati, z obema oblikama samouničenja žensk s sežigom. Vendar sta si podobna le na videz, ker je bil osnovni razlog za oba bistveno drugačen. Sati je bila navada, da je vdova naredila samomor tako, da je sedela na moževi pogrebni grmadi. Džauhar je bil kolektivni samosežig žensk, da bi se izognile ujetju in siljenju v suženjstvo s strani zavojevalcev, ko je bil poraz neizbežen. Samozažig je imel prednost pred preprostim samomorom, ker bi to izničilo možnost kakršnega koli onesnaženja njihovih mrtvih teles, ki bi jih morali gledati njihovi možje, otroci in/ali člani klana. Takšno omadeževanje telesa poraženega je nekaj, kar je bila zgodovinska težnja, v kateri divjaštvo, ki prevladuje v vojni, povzroči opustitev vseh vrst dostojanstvenega vedenja na bojišču ali izven njega, zlasti s strani vojakov-pešakov.
Kaushik Roy navaja, da je bil džauhar opažen le med hindujsko-muslimanskimi vojnami, ne pa med medsebojnimi hindujsko-hindujskimi vojnami med Radžputi. John Hawley pa se s to trditvijo ne strinja. Povezuje ga z grškimi osvajalci, ki so ujeli tudi indijske ženske, in trdi, da se je morda začelo širjenje džauharja. Prav tako se ne strinja Veena Talwar Oldenburg, ki pravi, da je »medsebojno bojevanje med kraljestvi Radžput skoraj zagotovo zagotovilo prve priložnosti za džauhar, precej pred muslimanskimi vdori, s katerimi se ta praksa popularno povezuje« in da je »geopolitika severozahoda, od koder je nasledstvo osvajalcev vstopilo na podcelino, zaradi česar je Radžastan postal nenehno vojno območje, njegova družbeno najbolj spoštovana skupnost pa zato niso bili brahmani, temveč kaste kšatrijev ali radžputov, ki so nadzorovale in branile deželo. Ta zgodovina je pred prihodom muslimanov več kot tisočletje. Spominski kamni, izkopani in datirani v Radžastanu in Vidžajanagari, označujejo smrti obeh spolov. Njihovi datumi, ki jih je mogoče zanesljivo določiti, se popolnoma ujemajo s časi in območji vojne.«
Iz očitnih razlogov so hindujci in muslimani različno poročali o fenomenu džauharja. V hindujski tradiciji je bil džauhar junaško dejanje žensk iz skupnosti, ki se je soočila s porazom in zlorabo s strani sovražnika. Za muslimanske zgodovinarje je bil džauhar dejanje, ki so ga vsilile njihovim ženskam. Amir Khusrau, pesniški učenjak, ga je opisal, pravi Arvind Sharma – profesor primerjalne religije, kot »brez dvoma magično in vraževerno; kljub temu pa je junaško«.